# Becher's Brook

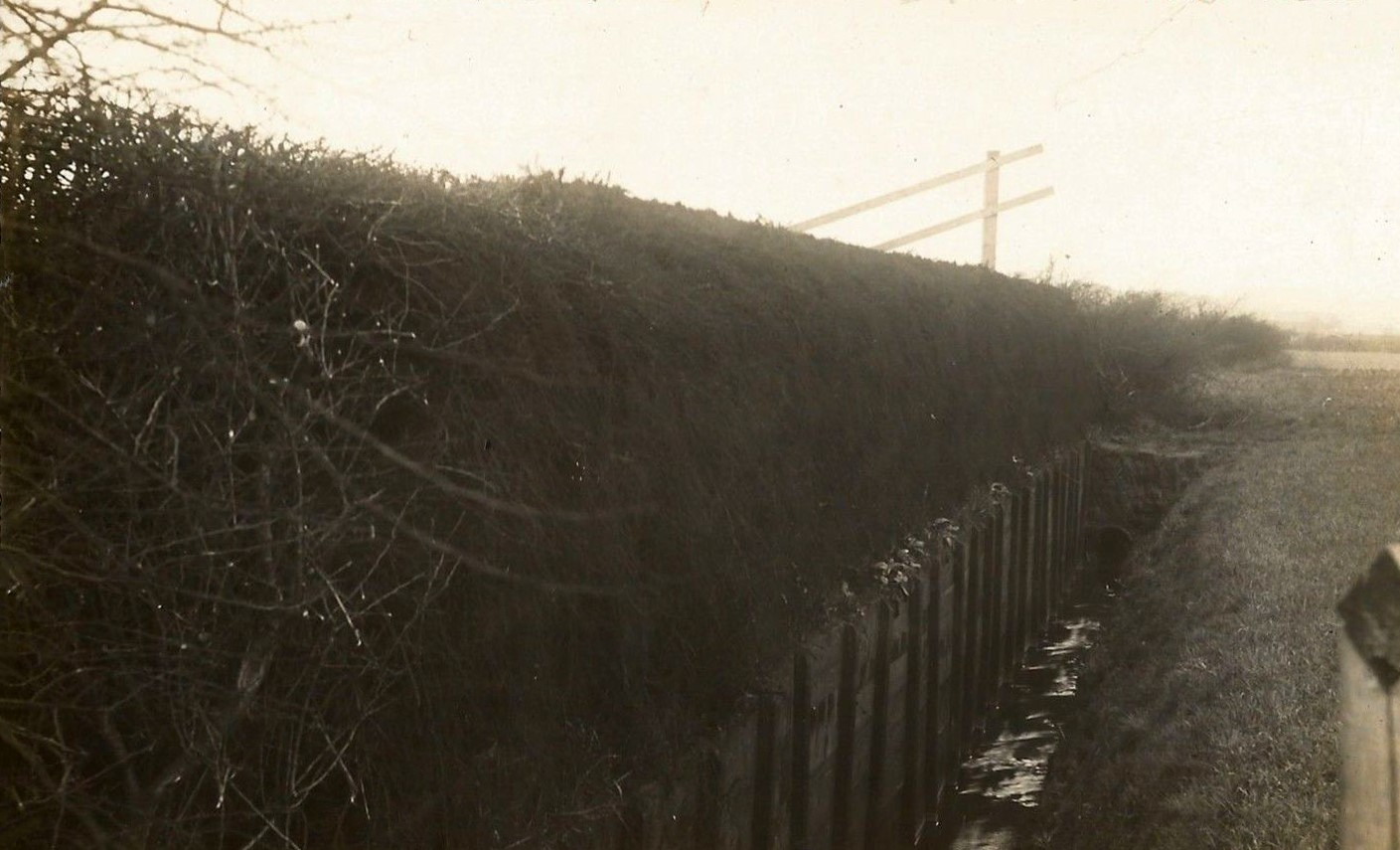
Becher's Brook

Becher's Brook je nejtěžší překážka dostihového závodiště Aintree v Liverpoolu.

## Popis
Je pojmenována podle kapitána Martina Bechera, který zde hned v první Velké národní v roce 1839 spadl z koně. Překážka je obtížná tím, že koně dopadají téměř o půl metru níž, než se odráželi. Také je zde keř, který se nedá ideálně proskočit – je z trnitých jehličnanů. Jezdci musí překonat tento skok dvakrát, ale podruhé jsou již koně vyčerpaní – což je v rozporu s tvrzením, že koně musí běžet na překážku plnou rychlostí, aby přeskočili. Z tohoto důvodu se zde stávají i smrtelné úrazy.
Někteří jezdci ovšem tvrdí, že pardubický Taxis je těžší. Koně v Liverpoolu jsou celý život trénovaní na překonání Becher's Brook, na rozdíl od koní, co jezdí Velkou pardubickou – ti jsou zase připravováni na Taxis.